# Keypers
 (novembre 2012).
Si vous disposez d'ouvrages ou d'articles de référence ou si vous connaissez des sites web de qualité traitant du thème abordé ici, merci de compléter l'article en donnant les références utiles à sa vérifiabilité et en les liant à la section « Notes et références ».
Dans les années 1980, les Keypers étaient des jouets produits par la firme Tonka. Une grande variété d'animaux était proposée (cygne, pingouin, tortue…) et chacun renfermait une cachette secrète pour des petits objets, que l'on pouvait fermer à l'aide d'une clé. Ils étaient accompagnés d'une brosse, de leur clé, d'un autre animal plus petit et d'un personnage fluorescent assorti. Moins connus en France, ils ont remporté un vif succès aux États-Unis et en Angleterre. Le terme joue sur les mots anglais key (clé) et keeper (gardien).
Des livres illustrés pour enfants à l'effigie des Keypers furent également édités.